# کیروف (آدیغیه)
کیروف (به لاتین: Kirov) یک منطقهٔ مسکونی در روسیه است که در آدیغیه واقع شده‌است.